# Stadio del Centro olimpico del Guangdong
Lo stadio del Centro olimpico del Guangdong (in cinese 广东奥林匹克体育中心S, in inglese Guangdong Olympic Center Stadium), noto anche come stadio Aoti Main, è uno stadio polifunzionale situato a Canton, in Cina. 
Inaugurato nel settembre 2001, è utilizzato principalmente per le competizioni calcistiche. Ha una capacità di 80 012 posti, il che lo rende il più grande stadio del paese per capienza.
È stato progettato da Ellerbe Becket.